# Tragédie des anticommuns
Ne doit pas être confondu avec Tragédie des biens communs.
Pour l'économiste Michael Heller (en), la tragédie des anticommuns est un phénomène où des agents économiques rationnels gaspillent une certaine ressource en la sous-utilisant. Cela se produit lorsque des individus possèdent un droit d'exclusivité sur une ressource, mais que le coût engendré pour utiliser cette ressource de manière collaborative n'en vaut pas les bénéfices tirés.
Ce principe est l'opposé de la tragédie des biens communs. Il fournit un cadre économique unifié recouvrant les enchevêtrements de brevets (en), brevets sous-marins (en), maisons clous et plus généralement l'impôt papier bureaucratique. Il peut s'avérer difficile voire violent de surmonter ces difficultés ; les moyens pouvant être employés sont l'expropriation, les lâches (en), pools de brevets ou d'autres systèmes de licences.

## Exemple
Dans son article de 1998, Heller note qu'à la chute du communisme, bon nombre de villes de l'Europe de l'Est comprennent des magasins vides et kiosques à l'air vide[pas clair]. Il s'avère après une enquête que les droits sur l'espace sont détenus par plusieurs administrations et le secteur privé, rendant difficile voire impossible pour un nouveau commerce d'obtenir un droit d'utilisation de cet espace. Bien que toutes les personnes propriétaires des espaces perdaient de l'argent avec les magasins vides, les intérêts concurrents empêchaient une utilisation effective de l'espace, tandis que les surfaces commerciales étaient en grande demande[pas clair].